# Marcha Real
Pour les articles homonymes, voir Marche Royale.
La Marcha Real (litt. « Marche royale ») est l'hymne national et royal de l'Espagne.
C'est l'un des plus vieux hymnes nationaux officiels encore utilisés au monde (avec l'hymne japonais).
Il n'a pas de paroles officielles, en dépit de plusieurs tentatives de lui en fournir.

## Histoire
L'hymne est un des plus vieux d'Europe, mais la musique n'a été imprimée pour la première fois sur un document daté qu'en 1761, dans un recueil intitulé El libro de Ordenanza de los toques militares de la Infantería Española (Le livre des sonneries de l'infanterie espagnole), par Manuel de Espinosa, sous le titre de la Marcha Granadera (la Marche des grenadiers). Le nom de son compositeur est inconnu.
On retrouve par ailleurs cet air dans une des compositions du savant andalou Ibn Bajja Avempace intitulée Nuba Al Istiḥlāl que les musiciens et musicologues spécialistes de l'Espagne médiévale, Omar Metioui et Eduardo Paniagua, ont mis en lumière dans cet extrait,.
En 1770, le roi Charles III déclara la Marcha Granadera « marche d'honneur » officielle, utilisée pour les cérémonies (il est le premier de tous les hymnes actuellement joués dans le monde à être ainsi officialisé). Elle était toujours jouée lors des événements où la famille royale était présente et les Espagnols l'ont peu à peu considérée comme leur hymne national. Ils la renommèrent Marcha Real (en français, Marche royale).
Sous la Seconde République (1931–1939), l'Himno de Riego remplace la Marcha Real comme hymne officiel de l'Espagne.
À la fin de la guerre civile, le général Francisco Franco restaure la Marche royale comme hymne national sous son ancien nom de Marcha Granadera. Quoiqu'il continue officiellement à ne pas avoir de paroles, l'hymne était alors souvent chanté sur une variation des paroles commandées par Miguel Primo de Rivera en 1928 à José María Pemán. La démocratie revenue, la version musicale de la Marche royale est modifiée par le Décret royal 1560/1997 qui établit deux versions, une longue pour le Roi et les actes officiels d'État, et une version courte pour l'héritier, prince ou princesse des Asturies.

## Paroles
L'hymne est joué, mais jamais chanté, à l'instar de l'Intermeco de Bosnie-Herzégovine ou de l'hymne de Saint-Marin.
En juin 2007, le Comité olympique espagnol propose de lancer un concours pour choisir un texte qui deviendrait le texte officiel, le but principal étant de redonner enfin un hymne digne de ce nom au peuple espagnol et d’avoir des paroles à chanter en cas de victoires sportives. Mais l'essai n'a pas eu de suite et a même provoqué une levée de boucliers dans l'opinion publique.
L'hymne national reste actuellement sans paroles, malgré plusieurs propositions de textes, qui n'ont jamais obtenu l'approbation officielle (par manque d'enthousiasme populaire et refus des communautés galicienne, basque ou catalane-valencienne de paroles exclusivement en castillan). En conséquence, lors d'événements sportifs, les supporters espagnols se contentent de chantonner sa mélodie en chœur.

### Première version d'Eduardo Marquina
Sous Alphonse XIII, des paroles écrites par Eduardo Marquina ont été ajoutées mais jamais officialisées.
| Texte original (es) | Traduction |
| --- | --- |
| ¡Gloria, gloria, corona de la Patria, soberana luz que es oro en tu pendón! ¡Vida, vida, futuro de la Patria, que en tus rojos es abierto corazón...! Púrpura y oro: bandera inmortal ¡en tus colores juntas, carne y alma están! Púrpura y oro: querer y lograr: ¡tú eres, Bandera, el signo del humano afán! | Gloire, gloire, couronne de la Patrie, souveraine lumière que l’or soit sur ta bannière ! La vie, la vie, futur de la Patrie qu'il y a dans tes rouges un cœur ouvert !... Pourpre et or : drapeau immortel en tes couleurs, ensemble, sont la chair et l'âme ! Pourpre et or : vouloir et obtenir : Tu es, drapeau, le signe de l’ardeur humaine ! |

### Seconde et troisième versions chantées sous le règne d'Alphonse XIII et sous lefranquisme.
En 1928, le président du gouvernement, Miguel Primo de Rivera, demanda à l'écrivain José María Pemán de concevoir des paroles pour l'hymne national. Envisageant de les rendre officielles, elles ne le furent jamais. Au début du régime de Franco, cette version de J. M. Pemán fut modifiée pour s'adapter aux principes et symboles du mouvement du national-catholicisme. Longtemps chantée dans les écoles, ses paroles ne furent jamais non plus officialisées malgré leur popularité.
Les modifications faites à partir de 1939 portèrent sur le premier vers, où "hissez vos fronts" ("alzad la frente") devint "hissez les bras" ("alzad los brazos"), et sur le quatrième vers où "les enclumes et les rouages" devint "les jougs et les flèches" ("los yugos y las flechas").
| Paroles de José María Pemán (1928) | Traduction des paroles de J.M. Pemán (1928) | Paroles franquistes (es) | Traduction paroles franquistes |
| --- | --- | --- | --- |
| Viva España, alzad la frente, hijos del pueblo español, que vuelve a resurgir. Gloria a la Patria que supo seguir, sobre el azul del mar el caminar del sol. Gloria a la Patria que supo seguir, sobre el azul del mar el caminar del sol. ¡Triunfa España! Los yunques y las ruedas cantan al compás del himno de la fe. ¡Triunfa España! Los yunques y las ruedas cantan al compás del himno de la fe. Juntos con ellos cantemos de pie la vida nueva y fuerte del trabajo y paz. Juntos con ellos cantemos de pie la vida nueva y fuerte del trabajo y paz. Viva España, alzad la frente, hijos del pueblo español, que vuelve a resurgir. Viva España, alzad la frente, hijos del pueblo español, que vuelve a resurgir. Gloria a la Patria que supo seguir, sobre el azul del mar el caminar del sol. Gloria a la Patria que supo seguir, sobre el azul del mar el caminar del sol. | Vive l'Espagne, hissez vos fronts, fils du peuple Espagnol qui naît derechef. Gloire à la patrie qui a su suivre sur le bleu de la mer, le chemin du soleil Gloire à la patrie qui a su suivre sur le bleu de la mer, le chemin du soleil Triomphe Espagne ! Les enclumes et les rouages chantent sur le rythme de l'hymne de la foi Triomphe Espagne ! Les enclumes et les rouages chantent sur le rythme de l'hymne de la foi Ensemble avec eux, chantons debout la vie nouvelle et forte du travail et de la paix Ensemble avec eux, chantons debout la vie nouvelle et forte du travail et de la paix Vive l'Espagne, hissez vos fronts, fils du peuple Espagnol qui naît derechef. Vive l'Espagne, hissez vos fronts, fils du peuple Espagnol qui naît derechef. Gloire à la patrie qui a su suivre sur le bleu de la mer, le chemin du soleil Gloire à la patrie qui a su suivre sur le bleu de la mer, le chemin du soleil | Viva España, alzad los brazos, hijos del pueblo español, que vuelve a resurgir. Gloria a la Patria que supo seguir, sobre el azul del mar el caminar del sol. Gloria a la Patria que supo seguir, sobre el azul del mar el caminar del sol. ¡Triunfa España! Los yugos y las flechas cantan al compás del himno de la fe. ¡Triunfa España! Los yugos y las flechas cantan al compás del himno de la fe. Juntos con ellos cantemos de pie la vida nueva y fuerte del trabajo y paz. Juntos con ellos cantemos de pie la vida nueva y fuerte del trabajo y paz. Viva España, alzad los brazos, hijos del pueblo español, que vuelve a resurgir. Viva España, alzad los brazos, hijos del pueblo español, que vuelve a resurgir. Gloria a la Patria que supo seguir, sobre el azul del mar el caminar del sol. Gloria a la Patria que supo seguir, sobre el azul del mar el caminar del sol. | Vive l'Espagne, hissez les bras, fils du peuple Espagnol qui naît derechef. Gloire à la patrie qui a su suivre sur le bleu de la mer, le chemin du soleil Gloire à la patrie qui a su suivre sur le bleu de la mer, le chemin du soleil Triomphe Espagne ! Les jougs et les flèches chantent sur le rythme de l'hymne de la foi Triomphe Espagne ! Les jougs et les flèches chantent sur le rythme de l'hymne de la foi Ensemble avec eux, chantons debout la vie nouvelle et forte du travail et de la paix Ensemble avec eux, chantons debout la vie nouvelle et forte du travail et de la paix Vive l'Espagne, hissez les bras, fils du peuple Espagnol qui naît derechef. Vive l'Espagne, hissez les bras, fils du peuple Espagnol qui naît derechef. Gloire à la patrie qui a su suivre sur le bleu de la mer, le chemin du soleil Gloire à la patrie qui a su suivre sur le bleu de la mer, le chemin du soleil |

### Troisième version (projet du COE)
(Actualisé le 14 janvier 2008)
Le 21 janvier 2008, un texte fut interprété publiquement par le ténor Plácido Domingo, qui devait être proposé comme hymne national. Toutefois, l'initiative ne suscita que peu d'intérêt, voire un net rejet, de la part des partis politiques, souvent résumé par la phrase « ce n'est pas à l’ordre du jour ». Pendant les élections législatives générales en mars, aucun parti n'était prêt à perdre des voix pour un sujet qui pourrait se révéler polémique. La population espagnole, quant à elle, avait réservé un accueil pour le moins mitigé aux paroles choisies pour l'hymne, les réactions allant de l’hilarité, ou du dénigrement pur et simple, à la conviction que cet hymne serait le bon.
Les organisateurs ont un temps envisagé de réunir au moins 50 000 signatures de citoyens, ce qui aurait permis de soumettre la proposition au Parlement. Toutefois, devant l'accueil mitigé qu'a reçu le texte, le COE a décidé en janvier 2008 de ne pas lancer d'initiative populaire et a abandonné le texte.
| Texte original (es) | Traduction |
| --- | --- |
| ¡Viva España! Cantemos todos juntos Con distinta voz Y un solo corazón ¡Viva España! Desde los verdes valles Al inmenso mar, Un himno de hermandad Ama a la Patria Pues sabe abrazar, Bajo su cielo azul, Pueblos en libertad Gloria a los hijos Que a la Historia dan Justicia y grandeza Democracia y paz ¡Viva España! | Vive l’Espagne ! Chantons tous unis Avec une voix distincte Et un seul cœur Vive l’Espagne ! Des vertes vallées À l’immense mer, Un hymne de fraternité Aime la Patrie Car elle sait embrasser Sous son ciel bleu Les peuples en liberté Gloire aux fils Qui donnent à l’Histoire Justice et grandeur Démocratie et paix Vive l’Espagne ! |